# Rafael Pich-Aguilera
Rafael Pich-Aguilera Girona (Barcelona, 1928 - Barcelona, 26 de julio de 2008), Doctor en Ingeniería Textil (1950), empresario, pionero de la orientación familiar en España. También apoyó numerosas iniciativas educativas. Fue miembro supernumerario del Opus Dei.

## Biografía
Trabajó toda su vida en la empresa familiar, una de las grandes sagas empresariales del sector textil en Cataluña, quizá la única que aguanta al frente del negocio desde su nacimiento en año 1887 hasta la actualidad. Al principio, la cabeza del grupo se llamaba Pich Aguilera, hace sesenta años se transformó en sociedad anónima con la misma denominación, hasta que en la década de los setenta cambió a Sedatex. 
Padre de dieciséis hijos, aprovechó sus experiencias para crear e impartir Cursos de Orientación Familiar. De este modo, se le considera uno de los padres de la orientación familiar a nivel mundial, ya que es uno de los promotores de la International Federation For Family Development (IFFD), que goza de estatuto consultivo en Naciones Unidas y está implantada en más de 50 países.
En el sector educativo, participó en 1973 en la creación de la asociación familiar FERT, encargada de impartir cursos de orientación familiar. Esta dio origen al Instituto de Estudios Universitarios (IEU) (1976), que a su vez se convertiría en 1982 en el INEDE, del que finalmente nació en 1997 la Universitat Internacional de Catalunya (UIC). 
Fue también académico numerario de la Real Academia de Doctores de Catalunya desde 1967, y participó también en la puesta en marcha del IESE (Universidad de Navarra) (1958), formando parte de su claustro académico.
El 16 de abril de 2008 recibió el doctorado honoris causa por la Universitat Internacional de Catalunya.